# Aqualung (álbum)
| Críticas profissionais | Críticas profissionais |
| Avaliações da crítica  | Avaliações da crítica  |
| Fonte                  | Avaliação              |
| ---------------------- | ---------------------- |
| Allmusic               | 4.5 de 5 estrelas.     |
| Rolling Stone          | Sem avaliação          |

Aqualung é o quarto álbum de estúdio da banda britânica Jethro Tull. É mais conhecido por sua faixa-título.
Aqualung chegou à 7ª colocação das paradas de álbuns pop da Billboard. O single "Hymn 43" ficou em 91° lugar nas paradas de singles pop da mesma publicação.
O primeiro lado do LP contém uma série de temas com seis personagens, incluindo indivíduos de reputação questionável (o personagem-título "Aqualung" e "Cross-Eyed Mary") e duas passagens autobiográficas, incluindo "Cheap Day Return", composta por Ian Anderson quando retornava de uma visita a seu pai, então seriamente doente. A mensagem contida nas letras do lado-B são em geral descritas como "pró-Deus, mas antiigreja", e afirmam que a religião organizada pode na verdade restringir o relacionamento de uma pessoa com seu Deus, ao invés de melhorá-lo.
Em uma entrevista lançada em Aqualung Live (2005) Anderson refutou as especulações de que este seria um álbum conceitual.
Aqualung está na lista dos 200 álbuns definitivos no Rock and Roll Hall of Fame.

## Faixas
Todas as canções por Ian Anderson, exceto 1 (Anderson/Jennie Anderson) e 17 (Anderson/Bach). As faixas bônus 12 a 17 são outtakes do álbum, assim como três gravações da BBC do final dos anos 60. Elas foram adicionadas nos relançamentos de 1996 e 1999.
| Lado A: Aqualung |                    |         |  |
| N.º              | Título             | Duração |  |
| 1.               | "Aqualung"         | 6:31    |  |
| 2.               | "Cross-Eyed Mary"  | 4:06    |  |
| 3.               | "Cheap Day Return" | 1:21    |  |
| 4.               | "Mother Goose"     | 3:51    |  |
| 5.               | "Wond'ring Aloud"  | 1:53    |  |
| 6.               | "Up to Me"         | 3:15    |  |

| Lado B: My God |                     |         |  |
| N.º            | Título              | Duração |  |
| 1.             | "My God"            | 7:08    |  |
| 2.             | "Hymn 43"           | 3:14    |  |
| 3.             | "Slipstream"        | 1:13    |  |
| 4.             | "Locomotive Breath" | 4:23    |  |
| 5.             | "Wind Up"           | 6:01    |  |

| Faixas bônus |                                                            |         |  |
| N.º          | Título                                                     | Duração |  |
| 12.          | "Lick Your Fingers Clean"                                  | 2:46    |  |
| 13.          | "Wind Up (Quad Version)"                                   | 5:24    |  |
| 14.          | "Excerpts from the Ian Anderson Interview (Mojo Magazine)" | 13:59   |  |
| 15.          | "Song for Jeffrey"                                         | 2:51    |  |
| 16.          | "Fat Man"                                                  | 2:57    |  |
| 17.          | "Bourée"                                                   | 3:58    |  |

## Músicos[4]
- Ian Anderson: vocais, violão, flauta
- Martin Barre: guitarra, flauta doce soprana
- John Evan: piano, órgão, mellotron
- Jeffrey Hammond (como "Jeffrey Hammond-Hammond"): baixo, flauta doce alta vocais
- Clive Bunker: bateria, percussão

Pessoal adicional
- Glenn Cornick – baixo (tocou com a banda nos ensaios para o álbum em junho de 1970, alguns dos quais podem ter sido sessões de gravações - especialmente nas primeiras versões de "My God" e "Wondring Again/Wondring Aloud" – embora ele não tenha sido citado no álbum).[5]
- John Burns – engenheiro de gravação
- David Palmer – arranjo e condução da orquestra
- Burton Silverman – capa